# Vittorio Gliubich
Vittorio Gliubich (geboren als Viktor Ljubić am 18. April 1902 in Zara, Königreich Dalmatien; gestorben 20. Mai 1984 in Fidenza) war ein italienischer Steuermann im Rudern.
Gliubich wurde im Königreich Dalmatien geboren, einem Teil von Österreich-Ungarn. Nach dem Ersten Weltkrieg fiel seine Heimatstadt durch den Grenzvertrag von Rapallo an Italien.
Bei den Europameisterschaften 1923 gewann der italienische Achter mit Luigi Miller, Carlo Toniatti, Simeone Cattalinich, Pietro Ivanov, Giuseppe Crivelli, Francesco Cattalinich, Bruno Sorich, Latino Galasso und Vittorio Gliubich den Titel vor dem Boot aus der Schweiz. Im Jahr darauf trat der italienische Achter bei den Olympischen Spielen mit Antonio Cattalinich, Francesco Cattalinich, Simeone Cattalinich, Giuseppe Crivelli, Latino Galasso, Pietro Ivanov, Bruno Sorich, Carlo Toniatti und Vittorio Gliubich an. Hinter den Booten aus den Vereinigten Staaten und aus Kanada gewann der italienische Achter die Bronzemedaille vor den Briten.
Gliubich gehörte dem Ruderklub Diadora in seiner Heimatstadt Zara an.